# Chiesa di San Paolo Apostolo (Val di Nizza)
La chiesa di San Paolo Apostolo è la parrocchiale di Val di Nizza, in provincia di Pavia e diocesi di Tortona; fa parte del vicariato di Varzi.

## Storia
Nel 794 l'antica pieve di San Paolo di Val di Nizza con le sue filiali fu ceduta da Carlo Magno all'abbazia di Bobbio.
Da questa pieve dipendevano le cappelle di Sant'Eusebio, della Natività di Santa Maria ad Oramala e di San Colombano di Monteforte; nel 1634 i fedeli valnisotti ammontavano a 425.
Il 12 settembre 1730 la chiesa, dopo un importante restauro, venne consacrata dal vescovo di Bobbio Carlo Cornaccioli.
Nel 1817 la parrocchia, come stabilito dalla bolla Beati Petri di Pio VII datata 17 luglio di quell'anno, la chiesa passò dalla diocesi di Bobbio a quella di Tortona; nel 1850 l'edificio venne interessato su disegno dell'architetto Ivo Battisti da un rifacimento in stile romanico-bizantino, in occasione del quale si provvide ad ampliare l'aula e ad aggiungere le navate laterali.
Dalla relazione della visita pastorale del 1898 del vescovo Igino Bandi si apprende che la parrocchiale era compresa nel vicariato di Pizzocorno.
La chiesa nel 1970 fu adeguata alle norme postconciliari e in quello stesso anno venne posato il nuovo pavimento; nel 2005 si procedette all'esecuzione di ulteriori restauri.

## Descrizione

### Facciata
La facciata a salienti della chiesa, rivolta a occidente, si compone di tre parti: quella centrale, caratterizzata da un portichetto che si apre su tre archi a tutto sesto, presenta il portale d'ingresso e due finestrelle, mentre sulle due ali laterali si aprono altre due finestre.
Annesso alla parrocchiale è il campanile a pianta quadrata, la cui cella presenta su ogni lato una monofora ed è coronata dalla cupoletta a cipolla poggiante sul tamburo a base circolare.

### Interno
L'interno dell'edificio è suddiviso da pilastri sorreggenti degli archi a tutto sesto in tre navate, di cui la centrale voltata a botte e le laterali a crociera; al termine dell'aula si sviluppa il presbiterio, coperto dalla volta a botte e chiuso dall'abside.